# Hydroptila salmo
Hydroptila salmo är en nattsländeart som beskrevs av Ross 1941. Hydroptila salmo ingår i släktet Hydroptila och familjen smånattsländor. Inga underarter finns listade i Catalogue of Life.